# Heldenmutter

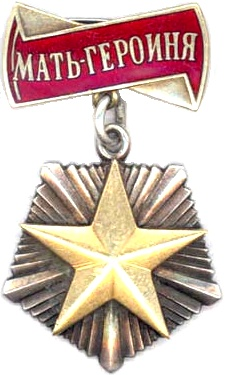
Medaille zum Ehrentitel

Heldenmutter (russisch Мать-героиня Mat-geroinja) war eine 1944 eingeführte staatliche Auszeichnung der Sowjetunion, welche in Form eines Ehrentitels mit Urkunde und einer tragbaren Medaille für die Geburt und Erziehung einer großen Familie verliehen wurde.

## Beschreibung

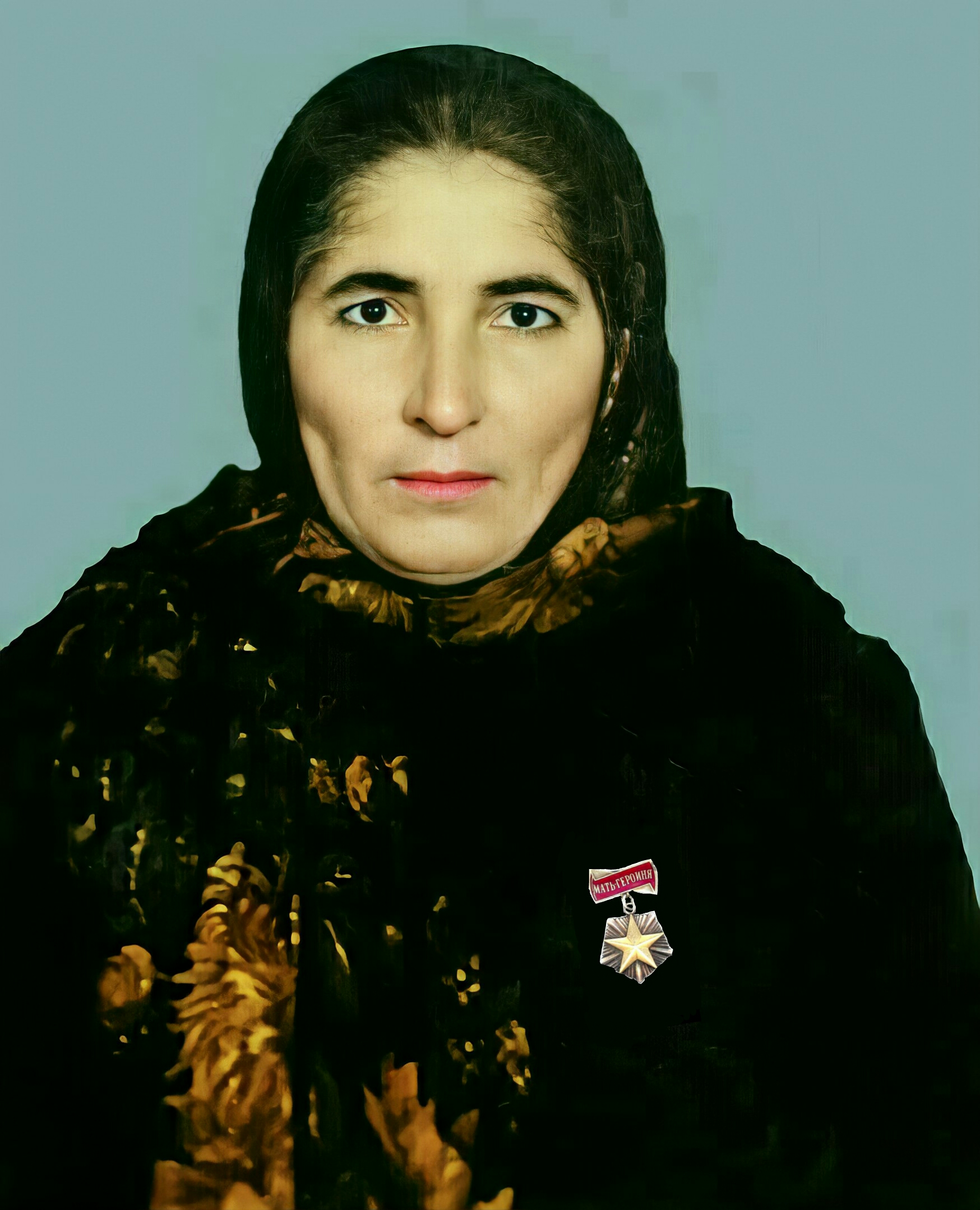
Khanbika Aslan gizi Jafarova (1930–1997) mit dem Titel „Heldenmutter“ der Sowjetunion

In der Verleihungspraxis und gemäß Statuten wurden Mütter geehrt, die 10 Kinder oder mehr zur Welt gebracht hatten. Der Titel wurde am 1. Geburtstag des 10. Kindes verliehen unter der Voraussetzung, dass die übrigen neun Kinder (adoptierte oder eigene) nicht starben. Tode, die unter militärischen, heroischen oder anderen „respektablen Umständen“ zustande gekommen waren, wurden ebenfalls gezählt.
Mit der Verleihung des Ehrentitels ging nicht nur eine öffentliche Würdigung, sondern ebenfalls soziale Privilegien, beispielsweise im Hinblick auf Rentenbezüge einher. Der Titel wurde 1991 mit dem Zerfall der Sowjetunion abgeschafft, seither in einigen Nachfolgestaaten aber wieder erneuert, zuletzt 2022 in Russland.
An Mütter mit fünf bis neun Kindern wurde der gleichzeitig gestiftete, dreiklassige „Orden des Mutterruhms“ (russisch Орден Материнская слава) verliehen.

## Andere Staaten
In anderen Staaten wurden ähnliche Titel verliehen, beispielsweise
- Médaille d’honneur de la famille française (Frankreich, 1920)
- Ehrenkreuz der Deutschen Mutter (Deutsches Reich, 1938)
- Ehrentitel „Heldenmutter“ (albanisch Nënë Heroinë) (Sozialistische Volksrepublik Albanien, 1945)